# هذه المدينة ستلاحقك
هذه المدينة ستلاحقك (بالتركية: Bu Şehir Arkandan Gelecek)‏ هو مسلسل تركي درامي أُنتج في يناير 2017، من بطولة الممثل الشاب كرم بورسين والممثلة الشابة ليلى ليديا توغوتلو، غوركان أويغون وتأليف إيجه يورانتش. عُرض على قناة أي تي في (قناة تركية) التركية في 4 يناير 2017  وانتهى بتاريخ 14 يونيو 2017.

## القصة
تبدأ القصة بحادثة أليمة لطفل عمره 4 سنوات عندما قتلت والدته أمه امام عينيه في إحدى سفن البضائع وهناك اعتنى به أحد الطاهين في السفينة ليكبر ويصبح ملاكم. بعد سنوات يضطر علي (كرم بورسين) للعودة إلى إسطنبول برفقة الطاهي وزيارة أحد معارف الطاهي الملاكم الأسطوري شاهين فارغا (غوركان أويغون). لا يعلم علي أن والده الحقيقي هو شاهين فارغا. ولكن الذي قتل امه هو زوج امه ولكن ليس أباه الحقيقي أباه الحقيقي هو شاهين وقد أعتقد شاهين أن ابنه علي قتل مع أمه ولكن زوج أم علي لم يقتله لأن الطاهي رؤوف اعتنى به وأخذه إلى إسطنبول ليعرفه على والده الحقيقي وسيتعرف على ديرين التي غيرت له طعم المدينة وستكون مفاجآت صادمة له بخصوص عائلتها.

## الممثلون والشخصيات
- كرم بورسين بدور علي
- غوركان أويغون بدور شاهين فارغا
- ليلى ليديا توغوتلو بدور ديرين

## دبلجة المسلسل
تم دبلجة المسلسل من اللغة التركية إلى العربية تحت عنوان قلب المدينة بواسطة شركة سامة للإنتاج والتوزيع الفني وعرض أول مرة بالدبلجة العربية حصرياً على قناة beIN Drama
- عدد حلقات النسخة المدبلجة: (60 حلقة) عرضت بتاريخ 11/2017 و انتهى عرضه في تاريخ 01/2018

## وصلات خارجية
- هذه المدينة ستلاحقك على موقع IMDb (الإنجليزية)
- هذه المدينة ستلاحقك على موقع كينوبويسك (الروسية)
- هذه المدينة ستلاحقك على موقع قاعدة بيانات الفيلم (الإنجليزية)

- صفحة المسلسل على موقع شركة الإنتاج

- صفحة المسلسل على موقع قناة ATV